# Ildibald
Ildibald lub Hildebad – (? – 541), król Ostrogotów w latach 540–541, siostrzeniec Teudisa, króla Wizygotów.
Po zdobyciu Rawenny przez Belizariusza i wzięciu do niewoli króla Witigesa, Ildibald, który przewodził Gotom w Weronie, nie podporządkował się wodzowi Justyniana i przyjął tytuł króla Gotów. Początkowo na czele oddziału 1000 wojowników kontrolował obszar między Weroną a Pawią. Potem zajął ziemie na północ od Padu, obszar Wenecji i Ligurię. W 541 został zamordowany przez służącego. Po jego śmierci krótko rządził Eraryk, zamordowany na polecenie wybranego na króla przez starszyznę siostrzeńca Ildibalda Totilę.